# 布赖恩·格里芬
布赖恩·格里芬（英語：Brian Griffin）是美国喜剧动画《蓋酷家庭》角色。他是一个拟人化的白色拉布拉多犬，由塞思·麦克法兰配音，本作的主角和格里芬家庭中的一员，与斯图威·格里芬有着深厚的友谊，也是在剧中最多与斯图威·格里芬对话的角色。

## 角色创建
《Family Guy》的创作者塞思·麦克法兰原先制作了一部叫《Life of Larry》的卡通短片，主角是一位中年男子拉里和他拟人化的宠物狗史蒂夫。1997年，麦克法兰在汉纳-巴伯拉工作室工作时，为《Johnny Bravo》、《Dexter's Laboratory》和《Cow and Chicken》等节目编写剧本，他又制作了《Life of Larry》的续集。这个短片吸引了二十世纪福克斯公司的注意，该公司让麦克法兰围绕这些角色创作一个电视节目。
麦克法兰得到了5万美元的预算来制作试播集，据他说，这个预算只是大多数试播集的二十分之一。麦克法兰表示，他的灵感来自《The Simpsons》和《All in the Family》等情景喜剧，还从他小时候看过的几部1980年代的周六早晨动画片中借鉴了几个主题，如《The Fonz and the Happy Days Gang》与《Rubik, the Amazing Cube》。
在三个月内，麦克法兰创作了格里芬家，并制作了试播集《Family Guy》。布莱恩这个角色很大程度上是基于史蒂夫创建的，拉里则是彼得这个角色的重要灵感来源。

## 配音演员
布莱恩由该剧的创作者塞思·麦克法兰配音，他还为剧中许多其他角色配音，比如彼得·格里芬、斯图威·格里芬和格伦·奎格迈尔。布莱恩的声音是麦克法兰的正常说话声音。
在“通往多元宇宙之路”这一集，布莱恩的配音演员是日本演员渡边光太郎。剧中布莱恩出现在一个平行宇宙的场景中，那里的一切都是日本的。